# 晋陽の戦い
晋陽の戦い（しんようのたたかい）は、貞定王14年（紀元前455年）に発生した戦い。晋の六卿の智氏の当主の智瑶（智伯）と趙氏の趙襄子（趙無恤）や韓康子（韓虎）・魏桓子（魏駒）が趙氏の本拠の晋陽で戦った。智瑶は殺され、智氏は滅亡した。

## 概要
春秋時代の末期、智襄子は晋の六卿の智氏の当主として政権を手にしていた。ある時六卿の韓康子・魏桓子・趙襄子に領地の割譲を要求した。韓康子と魏桓子は脅しに屈して領地の一部を割譲したが、趙襄子は拒絶した。
貞定王14年（紀元前455年）、智襄子と韓康子・魏桓子は出兵した。智氏・韓氏・魏氏の三卿同盟軍は趙氏を攻撃した。趙襄子は敗退し晋陽城に籠城した。
貞定王16年（紀元前453年）、智襄子は晋水（汾水）の水で晋陽城を水攻めにした。城内では疫病が流行り、また飢えのため子供たちを取り換えて人肉を食らう有様であった。
趙氏は滅亡の危機に陥り、趙孟談を韓氏・魏氏に派遣した。「唇（趙氏）亡ぶれば、則ち歯（韓氏・魏氏）寒し、智襄子は強欲な男であり、趙が滅ぼされた後には今度は貴公らの番である」と述べた。韓康子も魏桓子も同様の危惧を抱いており、密約を結んで三氏共同で智氏を滅ぼすことにした。
韓・魏の両軍は堤防を決壊させ、智氏の軍営に水を流した。同時に趙軍も城より打って出た。智軍は壊滅し智襄子は捕虜となり、殺された。智襄子の死後、趙襄子は智襄子の頭蓋骨に漆を塗って杯とし、さらしものにしたという。智氏は滅亡した。晋陽の戦いにより六卿は韓氏・魏氏・趙氏の三家となり三晋の独立を招くことになった。